# Mario Pei
Mario Pei (ur. 16 lutego 1901 w Rzymie, zm. 2 marca 1978 w New Jersey) – włoski lingwista i poliglota, autor licznych publikacji z dziedziny językoznawstwa i nauki języków obcych.

### Językoznawstwo
- French Precursors of the Chanson de Roland, 1949, AMS Press
- Story of Language, 1949, Lippincott, ISBN 0-397-00400-1
- All About Language, 1950, Lippincott
- Liberal arts dictionary in English, French, German [and] Spanish, 1952, Philosophical Library
- Liberal Arts Dictionary (with Frank Gaynor), 1952, Philosophical Library
- A Dictionary Of Linguistics (with Frank Gaynor), 1954, Philosophical Library
- Language For Everybody;: What It Is And How To Master It, 1956, New American Library
- Getting Along in Italian, 1958, Bantam
- One Language for the World, 1958, Biblio-Moser, ISBN 0-8196-0218-3
- Getting Along in Russian, 1959, Harper
- Getting Along in French (with John Fisher), 1961, Bantam
- 109 Most Useful Foreign Phrases for the Traveler, 1962, Curtis
- Voices of Man: The Meaning and Function of Language, 1962, Harper & Row
- The Story of English: A Modern Approach, 1962, Premier
- Invitation to Linguistics: A Basic Introduction to the Science of Language, 1965, Doubleday, ISBN 0-385-06584-1
- Getting Along in German (with Robert Politzer), 1965, Bantam
- Glossary of Linguistic Terminology, 1966, Columbia University Press, ISBN 0-231-03012-6
- Studies In Romance Philology And Literature, 1966, Garnett Publishing
- Words in Sheep's Clothing, 1969
- Talking Your Way Around the World, 1971, Harper-Collins, ISBN 0-06-013327-9
- Getting along in Spanish, 1972, Bantam
- Weasel Words, 1972, Harper & Row
- Mario Pei, How To Learn Languages And What Languages To Learn, Enlarged edition, New York: Harper & Row, 1973, ISBN 0-06-013323-6, OCLC 664687. Brak numerów stron w książce
- Families of Words, 1974, St Martins Press,  0312280351
- Dictionary Of Foreign Terms, 1975, Delacorte Press, ISBN 0-440-01779-3
- What's In A Word? Language: yesterday, today, and tomorrow, 1975, Universal
- The Story of Latin and the Romance Languages, 1976, Harper-Collins, ISBN 0-9773264-0-3
- New Italian Self-Taught, 1982, Harpercollins, ISBN 0-06-463616-X

### Języki obce
- Medieval Romance Poetry, 1961 (Folkways Records)
- One Language for the World, 1961 (Folkways)
- Getting Along in Russian, Vol. 1, 1962 (Folkways)
- Getting Along in Russian, Vol. 2, 1962 (Folkways)
- Getting Along in French, Vol. 1, 1962 (Folkways)
- Readings in Church Latin – Caesar and Cicero: Read by Dr. Mario A. Pei, 1962 (Folkways)
- Readings in Church Latin – Virgil and Horace: Read by Dr. Mario A. Pei, 1962 (Folkways)
- Getting Along in English, Vol. 1, 1964 (Folkways)

### Inne
- The American road to peace: a constitution for the world, 1945, S.F. Vanni
- Swords of Anjou, 1953, John Day Company.  Pei's first and only novel, praised in HISPANICA [1953] as "an admirable combination of absorbing narrative and sound scholarship..."
- THE CONSUMER'S MANIFESTO: A Bill Of Rights to Protect the Consumer in the Wars Between Capital and Labor, 1960, Crown Publishers
- Our National Heritage, 22021, Houghton Mifflin
- America We Lost: The Concerns of a Conservative, 1968, World Publishing
- Tales of the natural and supernatural, 1971, Devin-Adair